# Riqueza de especies

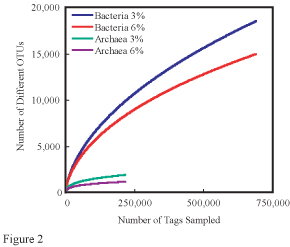
Curva de rarefacción, usada para estimar el número total de especies en un sitio.

Riqueza de especies es el número total de especies que se encuentran en un hábitat, ecosistema, paisaje, área o región determinada. Es un tipo de medida de la diversidad alfa (diversidad-α), aunque únicamente tiene en consideración el número de especies y no la abundancia de cada una, como hacen algunos otros índices de diversidad alfa, como el índice de Shannon.
Dada la dificultad de obtener muestreos completos de un área, se suelen obtener estimaciones de la riqueza de especies a través de análisis estadísticos, como por ejemplo rarefacciones del número de especies basado en los datos obtenidos en el muestreo. Para intentar corregir los problemas de comparar la riqueza de especies de diferentes áreas, existen análisis estadísticos, como el índice de Margalef, que tienen en consideración el número de individuos registrado en cada área.

## Aplicaciones
La riqueza de especies se usa a veces como un criterio para determinar los valores relativos de conservación de hábitats. Sin embargo la riqueza de especies tiene un valor limitado porque no tiene en consideración la identidad de las especies. Por ejemplo, un área puede ser rica en especies endémicas o raras, mientras otra es rica en especies que son comunes y de gran dispersión geográfica.